# Bagolyfecske

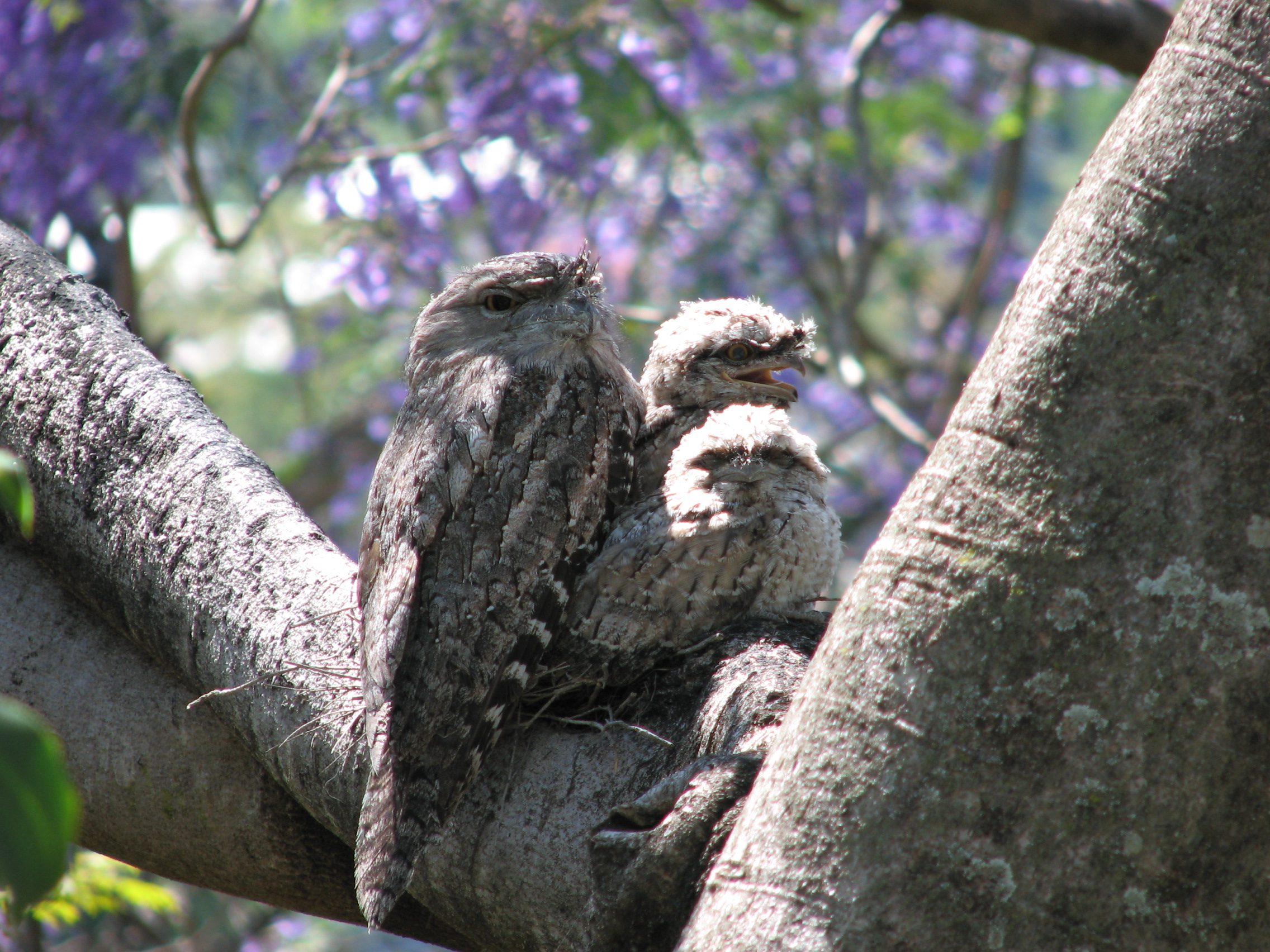
Bagolyfecske és két fiókája

A bagolyfecske vagy más néven közönséges bagolyfecske (Podargus strigoides) a lappantyúalakúak rendjébe, ezen belül a bagolyfecskefélék (Podargidae) családjába tartozó, bagolyszerű, de inkább a Magyarországon előforduló lappantyúval közelebbi rokonságban álló, éjszakai madár.

## Előfordulása
A bagolyfecske Ausztrália, Tasmania és Új-Guinea déli régiójának szárazabb, ritkásabb szubtrópusi és trópusi erdőségeiben élő, meglehetősen gyakori állandó madár.
Mivel főleg rovarokkal táplálkozik, betelepítették a Fidzsi-szigetekre is, feltehetőleg, hogy segítsen megritkítani a rovarkártevőket a cukornádültetvényeken.

## Alfajai
- Podargus strigoides brachypterus
- Podargus strigoides lilae
- Podargus strigoides phalaenoides
- Podargus strigoides strigoides

## Megjelenése
A bagolyfecske alapszíne ezüstös szürke, amit számos sötétebb és vöröses folt, petty és csík tarkít. A hasi rész világosabb alapszínű. A széles, nehéz csőr olajzöldes-feketés. A tollazat teljes mértékben rejtőszínű, ennek révén a fatörzsekhez hasonló madár tökéletesen beolvad környezetébe. Egyedül nagy, sárga szemei árhulatják el nappali hollétét.
A bagolyfecske testhossza 35–50 centiméter – élőhelyének északi vidékén kisebb – tömege pedig körülbelül 0,5 kilogramm.

## Életmódja
Nem csak kinézete, hanem éjszakai életmódja is a baglyokhoz teszi hasonlóvá ezt a fajt. Igaz, ez utóbbiaktól eltérő vadászstratégiát alkalmaz: egy helyben ül mozdulatlanul egy faágon, és amikor alkalmas közelségbe kerül egy ízeltlábú vagy puhatestű, esetleg hüllő vagy rágcsáló, ráveti magát a talajon mászó áldozatra. Olykor a levegőben is üldözi a repülő zsákmányt.
A bagolyfecskék magányosan vagy kis csoportokban élik életüket. Nappal fejüket előre meresztve, árulkodó szemüket behunyva, gyakran az ágra fekve mozdulatlanul pihennek, ami kiváló védettséget biztosít a ragadozókkal szemben. Alapvetően monoton, zengő „um-um-um” hangokat adnak ki, de néha morognak vagy sziszegnek is.

## Szaporodása

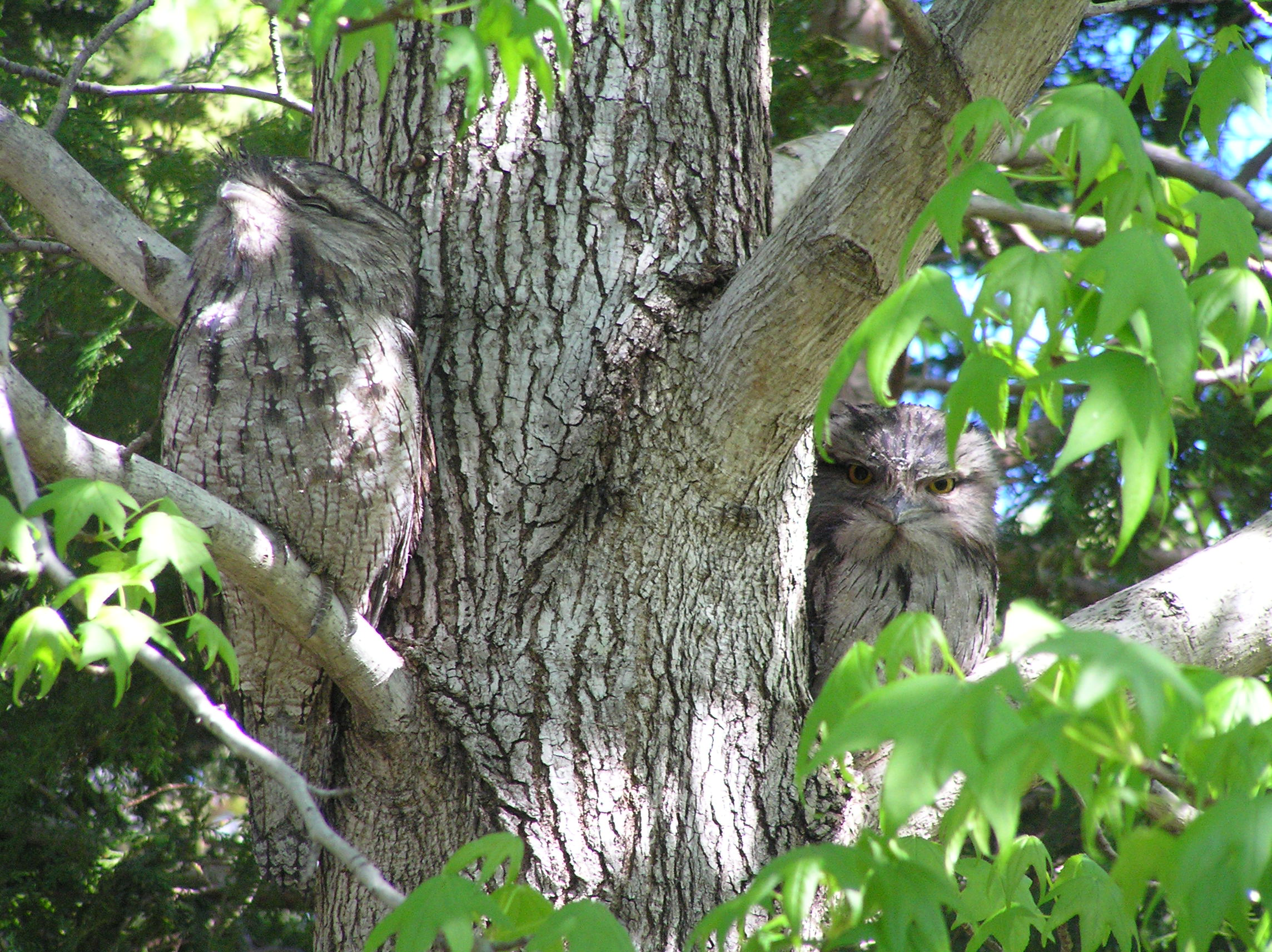
Bagolyfecskék. A bal oldali madár rejtőzködő helyzetben

Az egész életében monogám bagolyfecske főleg augusztustól decemberig szaporodik, bár szárazabb helyeken megfigyelhető az idomulás az esős évszakhoz. Az évi zömmel egy fészekalj két-három tojásból áll, amelyeken egy ágvillában gallyakból összerótt, több éven keresztül is használt fészekben mindkét szülő kotlik. A költés 28–32 napig tart, majd megközelítőleg ennyi idő, amíg a fiókák kirepülnek.

## Védettsége
A bagolyfecske nem számít ritka fajnak, és bár átfogó felmérések még nem készültek, és a példányszámcsökkenés is bizonyos, ez nem üti meg azt a mértéket, hogy a Természetvédelmi Világszövetség veszélyeztetetté nyilvánítsa.

## Rokonai
A bagolyfecskefélék Indiától a Salamon-szigetekig elterjedt családja két nemre oszlik, a 10 fajt számláló Batrachostomus és a 3 fajt magában foglaló Podagrus genusra. Ez utóbbiba a bagolyfecske mellett még két rokona tartozik, a márványos (Podargus ocellatus) és az óriás bagolyfecske (Podargus papuensis). Mindkét faj Ausztrália és Új-Guinea vidékén fordul elő, de jóval kisebb számban és területen közeli rokonuknál.